# 김기석 (배우)
김기석(1983년 3월 27일 ~ )은 대한민국의 배우이다.

## 출연작

### 영화
- 2019년 《광대들: 풍문조작단》 ... 보초옥졸 3 역
- 2010년 《황해》 ... 태원 조직원 6 역
- 2008년 《쌍화점》 ... 젊은 스님 역
- 2008년 《나의 노래는》 ... 세홍 역
- 2008년 《슈퍼맨이었던 사나이》 ... 불량슈퍼주니어 역
- 2007년 《밀물》 ... 사내 역

### 드라마
- 2014년~2015년 KBS2 《가족끼리 왜 이래》 ... 부주방장 역
- 2014년 tvN 《꽃할배 수사대》 ... 형사 4인방을 놀리는 남자 역
- 2012년 tvN 《닥치고 꽃미남 밴드》 ... 클럽 매니저 역
- 2011년 MBC 《빛과 그림자》 ... 양아치 역
- 2008년 MBC 《베토벤 바이러스》 ... 경찰 역

### 공연
- 2014년 그대와 영원히 2014.11.01 ~ 2015.01.31 (연출)
- 2014년 힘을내요! 미스터진 2014.06.05 ~ 2014.08.03 (박민호 역)
- 2013년 우연히 행복해지다 - 2013.11.08 ~ 2014.03.02 (고만해 역)
- 2012년 프리즌 - 2012.07.05 ~ 2014.06.01 (엑슬 역)
- 2012년 보이첵
- 2011년 사랑을 이루어 드립니다 - 2011.06.01 ~ 2013.09.29 (김부장 역)
- 2010년 아 유 크레이지 - 2010.08.05 ~ 2012.01.04 (마재승 역)
- 2010년 장릉의 지문 (역관 역)
- 2009년 낙상매 (일본장군 및 멀티 역)
- 2009년 골생원 (광대 역)
- 2009년 전통연희극 강 건너 언덕 저편에 (사자 역)
- 2007년 달아달아 (취발이 역)

## 수상내역
- 2011 세계 펌프 페스티벌 프리스타일 부문 우승 (중국 광저우)
- 2009 전국전통연희축제 무대감독상
- 2009 인천연극제 대상 (연극 장릉의지문_역관 역)
- 2007 전국연극제 은상 (연극 달아달아_취발이 역)
- 2007 세계 펌프 페스티벌 프리스타일 부문 우승 (멕시코시티)

## 같이 보기
- 박다영
- 엄대현
- 조예서
- 김진만
- 서덕훈
- 김상원